# Notanthera
Notanthera es un género con nueve especies de arbustos  perteneciente a la familia Loranthaceae. Es originario de Sudamérica.

## Taxonomía
El género fue descrito por (Augustin Pyrame de Candolle) George Don y publicado en A General History of the Dichlamydeous Plants  3: 429 en el año 1834. LT designated by Barlow & Wiens, Brittonia 25: 30 (1973). La especie tipo es Notanthera heterophylla (Ruiz & Pav.) G.Don.

## Especies
- Notanthera caesia  	(Spreng.) G.Don
- Notanthera grandiflora 	(Ruiz & Pav.) G. Don
- Notanthera heterophylla 	(Ruiz & Pav.) G. Don
- Notanthera lanceolata 	(Ruiz & Pav.) G. Don
- Notanthera longebracteata 	(Desr.) G. Don
- Notanthera orbicularis 	(Kunth) G. Don
- Notanthera poeppigii 	(DC.) G. Don
- Notanthera sternbergianus 	(Schult.f.) G. Don
- Notanthera verticellatus 	(Ruiz & Pav.) G. Don